# Leonie Taylor
Leonora Josephine Taylor, detta Leonie (Cincinnati, marzo 1870 – Mount Sterling, 9 marzo 1936), è stata un'arciera statunitense.
Partecipò alle gare di tiro con l'arco ai Giochi olimpici di Saint Louis 1904, in cui vinse una medaglia d'oro nella gara a squadre. Nella stessa Olimpiade disputò anche le gare individuali di doppio nazionale e doppio Columbia dove giunse in entrambe sesta.
Anche sua sorella, Mabel Taylor, fu arciera olimpica.

## Palmarès
In carriera ha conseguito i seguenti risultati:
- Giochi olimpici

St. Louis 1904: una medaglia d'oro nella gara a squadre.